# Первый сержант

Нарукавный шеврон первого сержанта (сухопутные войска США).

Нарукавный шеврон первого сержанта (морская пехота США).

Пе́рвый сержа́нт (англ. First Sergeant, аббревиатура «1SG») — воинское звание сержантского состава вооружённых сил США, а также некоторых вооружённых сил других государств, примерно эквивалентное званию старшины в Российских вооружённых силах.

### История появления звания в Армии СШA
Согласно изданного в 1779 г. Положения о порядке и дисциплине в войсках Соединенных Штатов сержант-майор находится во главе всех сержантов, отвечая за их поведение, и является помощником адъютанта полка, которому подчиняется. В течение следующих 150 лет численность и положение сержант-майоров менялись, но в целом они были уполномочены на различные должности на уровне батальона и выше. Однако в июне 1920 года Конгресс США, заботящийся об экономии, сгруппировал весь неофицерский состав в семь разрядов оплаты (от E–1 до E–7) без учета должности или специальности. В ходе этого процесса звание сержант-майорa  было упразднено, а мастер-сержант стал высшим сержантским званием.
В июне 1958 года Конгресс США впервые с 1920 года внес существенное изменение в структуру неофицерского состава, создав два новых разряда: E–8 (первый сержант/мастер-сержант) и E–9 (сержант-майор).

## Армия США
| Класс             | E-9                        | E-9                    | E-9            | E-8            | E-8             | E-7                    | E-6            | E-5      |
| Код НАТО          | OR-9                       | OR-9                   | OR-9           | OR-8           | OR-8            | OR-7                   | OR-6           | OR-5     |
| Шеврон            |                            |                        |                |                |                 |                        |                |          |
| Звание            | Sergeant Major of the Army | Command Sergeant Major | Sergeant Major | First Sergeant | Master Sergeant | Sergeant First Class   | Staff Sergeant | Sergeant |
| Аббревиатура      | SMA                        | CSM                    | SGM            | 1SG            | MSG             | SFC                    | SSG            | SGT      |
| Звание на русском | сержант-майор армии        | команд-сержант-майор   | сержант-майор  | первый сержант | мастер-сержант  | сержант первого класса | штаб-сержант   | сержант  |

В армии США звание является вторым званием в рейтинге заработной платы E-8 и находится выше звания мастер-сержанта и ниже звания сержант-майора (E-9). С момента появления в 1958 году звание первый сержант считается временным (должностным) званием в рейтинге заработной платы E-8, соответствующим должности главного сержанта (старшины) роты, поэтому в случае перевода на другую должность военнослужащий возвращается к званию мастер-сержанта (MSG), если только он не повышен до звания класса E-9.
Первый сержант координирует действия роты, обычно возглавляемой капитаном, реже первым лейтенантом. От звания мастер-сержанта отличается начальствующими функциями, ассоциируемые с ромбом (англ. diamond) на знаках различия. В неофициальном обращении может именоваться как «верхний» (англ. Top).
Эквивалентные звания:
- в НАТО обозначаются кодом OR-8;
- в Германии штабс-фельдфебель (OR-8).

## Вооружённые силы Колумбии
| Шеврон               |                                    |                            |                           |                |                  |                      |                  |                |                 |                |
| Звание               | Sargento Mayor de Comando Conjunto | Sargento Mayor de Ejército | Sargento Mayor de Comando | Sargento Mayor | Sargento Primero | Sargento Viceprimero | Sargento Segundo | Cabo Primero   | Cabo Segundo    | Cabo Tercero   |
| Аббревиатура         | SMCC                               | SME                        | SMC                       | SM             | SP               | SV                   | SS               | CP             | CS              | C3             |
| Звание на английском | Joint Command Sergeant Major       | Army Sergeant Major        | Command Sergeant Major    | Sergeant Major | First Sergeant   | Vice First Sergeant  | Second Sergeant  | First Corporal | Second Corporal | Third Corporal |

| Нарукавный знак      |                                                                   |                                                          |                                               |                                                 |                                                     |                                                 |                                             |                                             |                                             |
| Звание               | Sargento Mayor de Comando Conjunto Cuerpo de Infantería de Marina | Sargento Mayor de Comando Cuerpo de Infantería de Marina | Sargento Mayor Cuerpo de Infantería de Marina | Sargento Primero Cuerpo de Infantería de Marina | Sargento Viceprimero Cuerpo de Infantería de Marina | Sargento Segundo Cuerpo de Infantería de Marina | Cabo Primero Cuerpo de Infantería de Marina | Cabo Segundo Cuerpo de Infantería de Marina | Cabo Tercero Cuerpo de Infantería de Marina |
| Аббревиатура         | SMCCCIM                                                           | SMCCIM                                                   | SMCIM                                         | SPCIM                                           | SVCIM                                               | SSCIM                                           | CPCIM                                       | CSCIM                                       | C3CIM                                       |
| Звание на английском | Joint Command Sergeant Major of the Marine Corps                  | Command Sergeant Major of the Marine Corps               | Sergeant Major of the Marine Corps            | First Sergeant of the Marine Corps              | Vice First Sergeant of the Marine Corps             | Second Sergeant of the Marine Corps             | First Corporal of the Marine Corps          | Second Corporal of the Marine Corps         | Third Corporal of the Marine Corps          |